# Vuilletus yamazakii
Vuilletus yamazakii is een keversoort uit de familie kniptorren (Elateridae). De wetenschappelijke naam van de soort is voor het eerst geldig gepubliceerd in 1987 door Ôhira.